# 王范回族镇
王范回族镇，是中华人民共和国河南省洛陽市洛宁县下辖的一个乡镇级行政单位。

## 行政区划
王范回族镇下辖以下地区：
凤翼路社区、兴宁西路社区、洛浦路社区、王东村、王西村、中原村和龙凤村。